# Ашурков (фамилия)
Ашурко́в — русская фамилия.

## Этимология
По утверждению филолога Юрия Федосюка, в некоторых русских говорах слова «ошуры» и «ошурки» обозначают вытопки, остатки. По утверждению ономаста Владимира Никонова, диалектное слово «ошурка» также означает крошки, лоскутки, обрезки. По утверждению Тамары Вединой, в «акающих» районах эти слова звучали как «ашуры» и «ашурки». По мнению Федосюка, Ашуром или Ошуром называли последнего ребёнка. Существует восточное имя Ашур, которое, по утверждению Федосюка, в переводе с персидского языка обозначает «десятый». По утверждению Тамары Вединой, фамилия Ашурков (как и фамилия Ашуров) произошла именно от имени Ашур (возможно, от восточного имени).

## Исторические сведения
По утверждению Юрия Федосюка, крестьянин с именем Ошур встречается в «Писцовой книге» 1495 года.

## В культуре
Фёдор Ашурков — бандит-разбойник в пьесе «14 красных избушек» Андрея Платонова. Филолог-фольклорист Игорь Голованов утверждает, что Платонов, как это ему свойственно, заложил в пьесу двойной смысл, подчёркнув избранность героя этимологией выбранной ему фамилии, поскольку прозвищем Ашур в крестьянских семьях называли последнего ребёнка («поскрёбыша»), с которым в тяжёлую эпоху связывалась идея будущего возрождения.